# Phares de Haig Point
Les phares de Haig Point (en anglais : Haig Point Range Lights) étaient de feux d'alignement situés sur Daufuskie Island dans le Comté de Beaufort en Caroline du Sud.

## Historique
Les feux d'alignement de Haig Point ont été construits en 1873 et ont été maintenus en tant qu'aide officielle à la navigation jusque vers 1924. Le phare d'alignement arrière a été restauré. C'est une maison d'hôtes pour le Haig Point Club et le feu actuel sert d'aide à la navigation privée.
Le feu d'alignement arrière  est une tour carrée au-dessus d'une maison victorienne en bois de gardien de phare. La maison et la tour sont peintes en blanc et la lanterne a un toit rouge. Sa lumière était une lentille de Fresnel du 5e ordre avec une lampe à pétrole. Plus tard, une lumière électrique a été installée. Le phare a été gardé jusque vers 1924 et, en 1925, la maison a été vendue. Au fil du temps, la propriété est passée entre plusieurs mains et est tombée en ruine. En 1984, la maison a été achetée par la International Paper Realty Corporation qui a entamé sa restauration. En 1986, après environ soixante ans d'obscurité, une lampe a de nouveau été activée dans le phare de Haig Point. Cette lampe à lentille acrylique est alimentée par des cellules solaires et des batteries. Ce feu blanc clignotant est une aide privée à la navigation. Le phare est une propriété du district historique de Daufuskie Island  inscrit au registre national des lieux historiques.
Le feu d'alignement avant était une structure en bois avec une lanterne. La tour était située à environ 0,8 km au sud du feu d'alignement arrière. Cette structure était mobile pour s'adapter aux changements dans le canal.

## Caractéristiques dufeu maritime
Fréquence : 14 secondes (W)
- Lumière : 1 seconde
- Obscurité : 13 secondes

Identifiant : ARLHS : USA-217 ; USCG : 3-4370 ; Admiralty : J2766 .

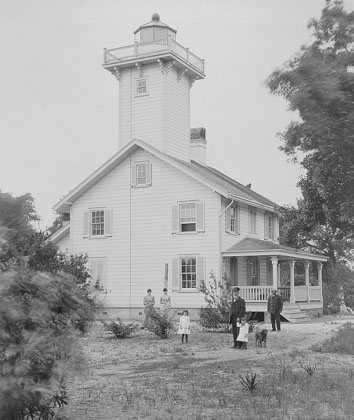
Feu d'alignement arrière
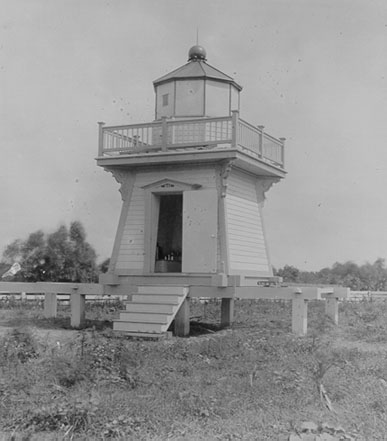
Feu d'alignement avant

### Lien connexe
- Liste des phares en Caroline du Sud